# Купель Святого Людовика
Металлическая чаша, известная под названием Купели Святого Людовика, является предметом исламского искусства из кованой латуни, инкрустированным серебром, золотом и черной пастой. Она была изготовлена в сирийско-египетском регионе при династии Мамлюков мастером Мухаммадом ибн аз-Зайном. Это, несомненно, один из самых известных и загадочных предметов исламского искусства в мире. В настоящее время чаша хранится в Отделе исламского искусства Лувра под инвентарным номером LP 16. Несмотря на свое распространённое название, отсылающее к королю Франции Людовику IX (известному как Святой Людовик, годы правления 1226—1270), она не имеет к нему никакого отношения.

## История
Обстоятельства заказа и изготовления чаши до сих пор неизвестны, равно как дата и контекст её прибытия во Францию. Первое упоминание купели датируется примерно 1440 годов, в первой описи сокровищницы часовни Сент-Шапель Венсенского замка. 14 сентября 1606 года купель использовали для крещения будущего французского короля Людовика XIII.

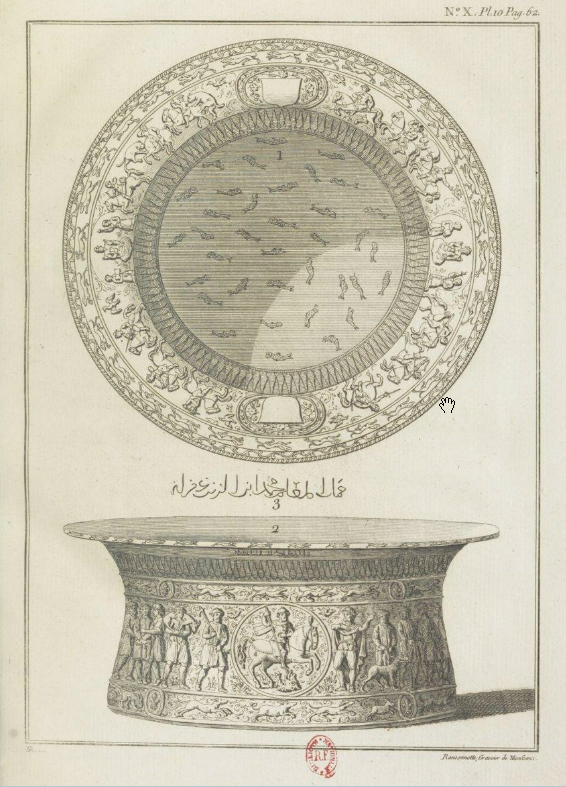
Общий вид Купели Святого Людовика, гравюра, опубликованная в Antiquités nationales, Aubin-Louis Milin, 1791 год.

Купель несколько раз упоминается в различных документах XVIII века: прежде всего в описи ризницы часовни Сент-Шапель в 1739 году, затем в статье «Венсен» из справочника «Описание Парижа» (фр. Description de Paris), опубликованного Жаном-Эмаром Пиганиолем де ла Форс в 1742 году: 
Dans le Trésor, on voit les Fonts qui pendant longtems ont servi au Bâtéme des Enfans de France, & qui furent portés à Fontainebleau pour le Batême du Dauphin qui règna ensuite sous le nom de Louis XIII. C'est une espèce de cuvete qui fut faite, à ce qu'on dit, en 897, &, qui est de cuivre rouge couvert de plaques d'argent à personnages entaillés si artistement que le cuivre ne s'en voit que comme par filets.
Пиганьоль-де-ла-Форс датирует купель 897 годом, что можно объяснить неправильным прочтением присутствующей на работе арабской надписи دوه. Вышедший в 1779 году словарь Гюрто и Маньи содержит описание купели, ссылающееся на Пиганьоля-де-ла-Форс, приписывая тому датировку купели 1166 годом — якобы, её создали к крещению Филиппа Августа.
В 1791 году Обен-Луи Милин в своей книге «Antiquités nationales», первым привязывает купель к имени Святого Людовика — если принять датировку 897 года, то купель могла быть не сделана к крещению Филиппа Августа, а привезена Святым Людовиком из крестовых походов:
Piganiol prétend que ce bassin fut fait pour le baptême de Philippe-Auguste en 1166, l'opinion la plus commune est qu'il fut fait en 897 chez les Sarrazins. Il est plus naturel de penser que ce vase fut rapporté par Saint Louis dans une de ses premières croisades. Le nom de Baptistère de Saint Louis, sous lequel il est connu, et les chrétiens persécutés par les Mahométans qu'on remarque dans les figures, fortifient cette conjecture. Sans cela, on pourroit donner à ce vase une antiquité plus reculée, et dire qu'il étoit au nombre des curiosités envoyées à Charlemagne par le calife Aaron Raschild, dont plusieurs sont encore conservées dans le trésor de Saint-Denis et ailleurs.
В работе Милина представлены также гравюры, изображающие купель Святого Людовика. Несмотря на их неточность, они показывают, что чаша не претерпела каких-либо серьезных изменений со времени публикации, за исключением добавления двух табличек с гербом Франции в 1821 году, когда купель использовали для крещения герцога Бордо.
17 января 1793 года чаша была переведена в государственную коллекцию, и девять дней спустя впервые вошла в музейную коллекцию. В 1818 году королевским приказом чаша возвращается в Венсен, где она и оставалась вплоть до 1852 года. Указ Луи-Наполеона Бонапарта 1852 года предписал собрать в Лувре все предметы, некогда принадлежавшие королям Франции — чашу перевозят в Лувр, где она и находится до сих пор.
Купель дважды временно покидала музей: в 1856 году, чтобы служить в Нотр-Дам во время церемонии крещения принца Наполеона Эжена (это был последний раз, когда чаша использовалась в качестве купели) и во время Второй мировой войны чаша была эвакуирована в замок Шамбор.
В 1930 году Мехмет Ага-Оглу в результате стилистического анализа аттрибуировал чашу сирийским мастерским первой четверти XIV века.

## Описание
Купель Святого Людовика представляет собой большую чашу с обтекаемым профилем, сделанную из цельного листа латуни. Различные публикации по-разному указывают её размеры:
- высота от 22[10] до 24,4 сантиметров[11]
- максимальный диаметр от 50,2[12] до 50,4 сантиметров[11]

Схема основных фризов купели. Нумерация условная.

### Внешний фриз

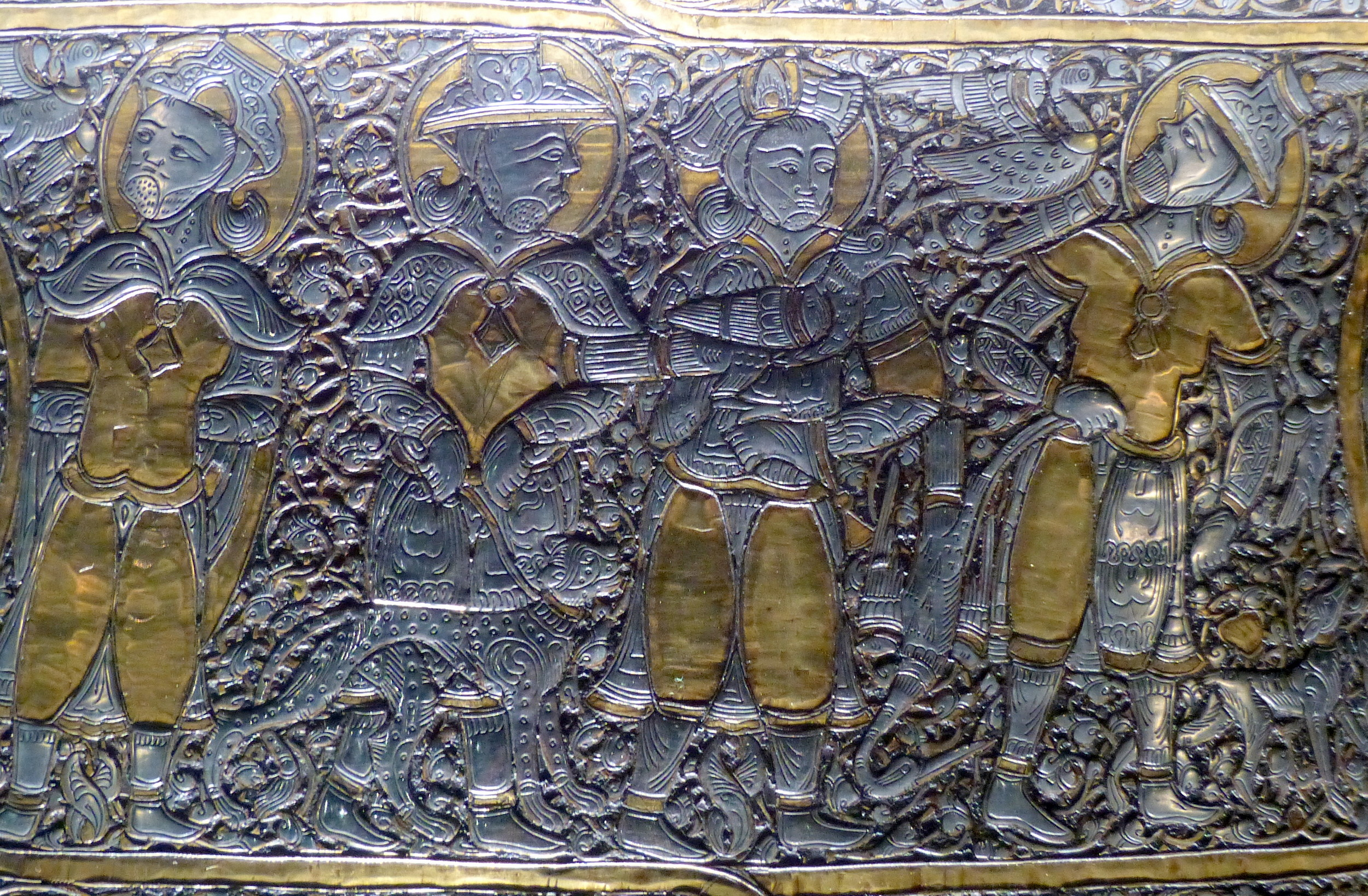
Полоса E3
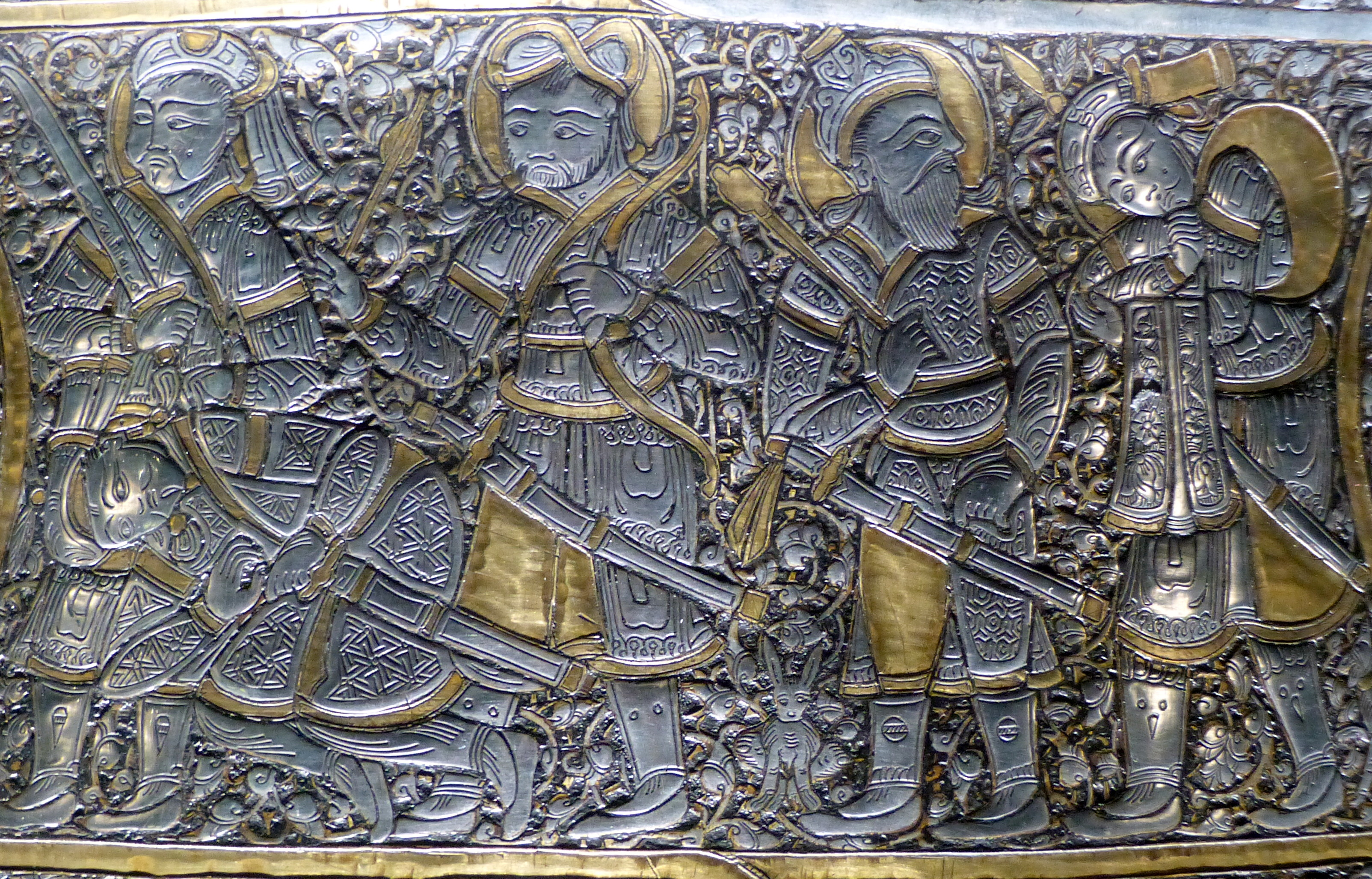
Полоса E4

На внешнем фризе изображены двадцать пеших фигур и четыре всадника в медальонах. Все они изображены с нимбами.
Все всадники изображены в разных позах и с различными костюмами. С другой стороны, их лошади запряжены одним и тем же образом: сетка, седло со стременами, более или менее длинное одеяло на крупе лошади, мартингал, на шее лошади — завязанный сзади платок с помпоном. Хвост лошади иногда завязан в узел (медальоны B и D), иногда оставлен свободным.
- Медальон А: всадник — охотник, убивающий медведя копьем. Он носит шляпу с подбородочным ремнем, пальто с длинными узкими рукавами. За ним развевается шарф или накидка. Его лицо удлиненное, безбородое, с выступающим подбородком, отмеченным точкой.
- Медальон B: всадник одет в тюрбан и пальто с короткими рукавами, в руке у него трость. Лицо отсутствует. За спиной всадника изображена птица с острым клювом и длинной загнутой шеей — возможно, аист.
- Медальон C: всадник — охотник, вонзающий своё копье в открытую пасть змеевидного дракона с извивающимся телом. На мужчине шляпа, пальто с короткими рукавами и накидка, закрывающаяся на груди и развевающаяся за спиной. У него длинное лицо с бородой.
- Медальон D: у всадника на голове платок, завязанный на затылке и увенчанный помпоном. Его черты напоминают иранские миниатюры: очень круглое лицо, усы и небольшая бородка. Его одежда, украшенная геометрическими узорами, мало сохранилась, но, скорее всего, это было пальто с длинными рукавами. Его седло украшено птицей. Это лучник: на нём висит колчан с четырьмя стрелами, он только что выстрелил пятой стрелой в плечо льва.

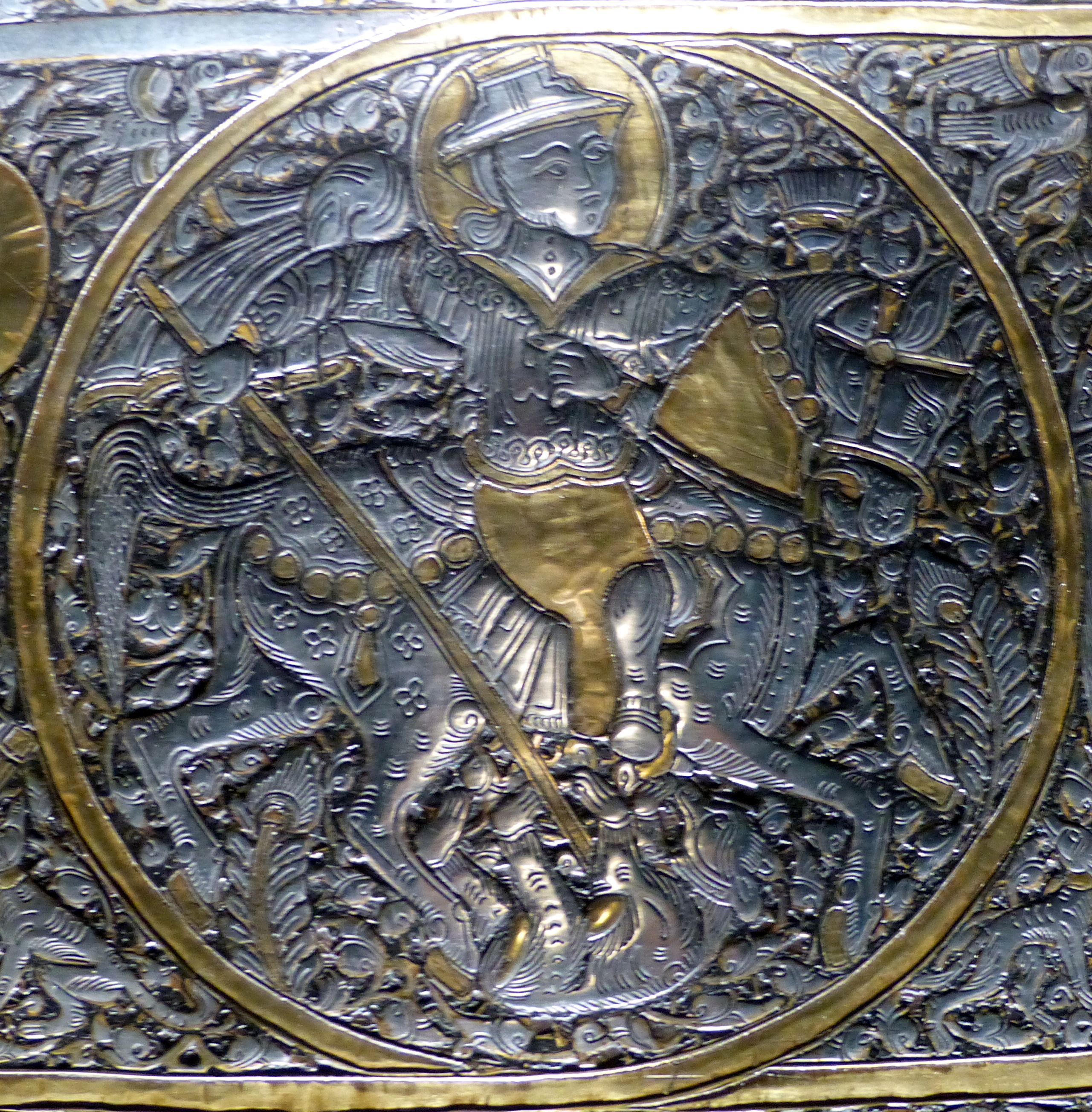
Медальон A
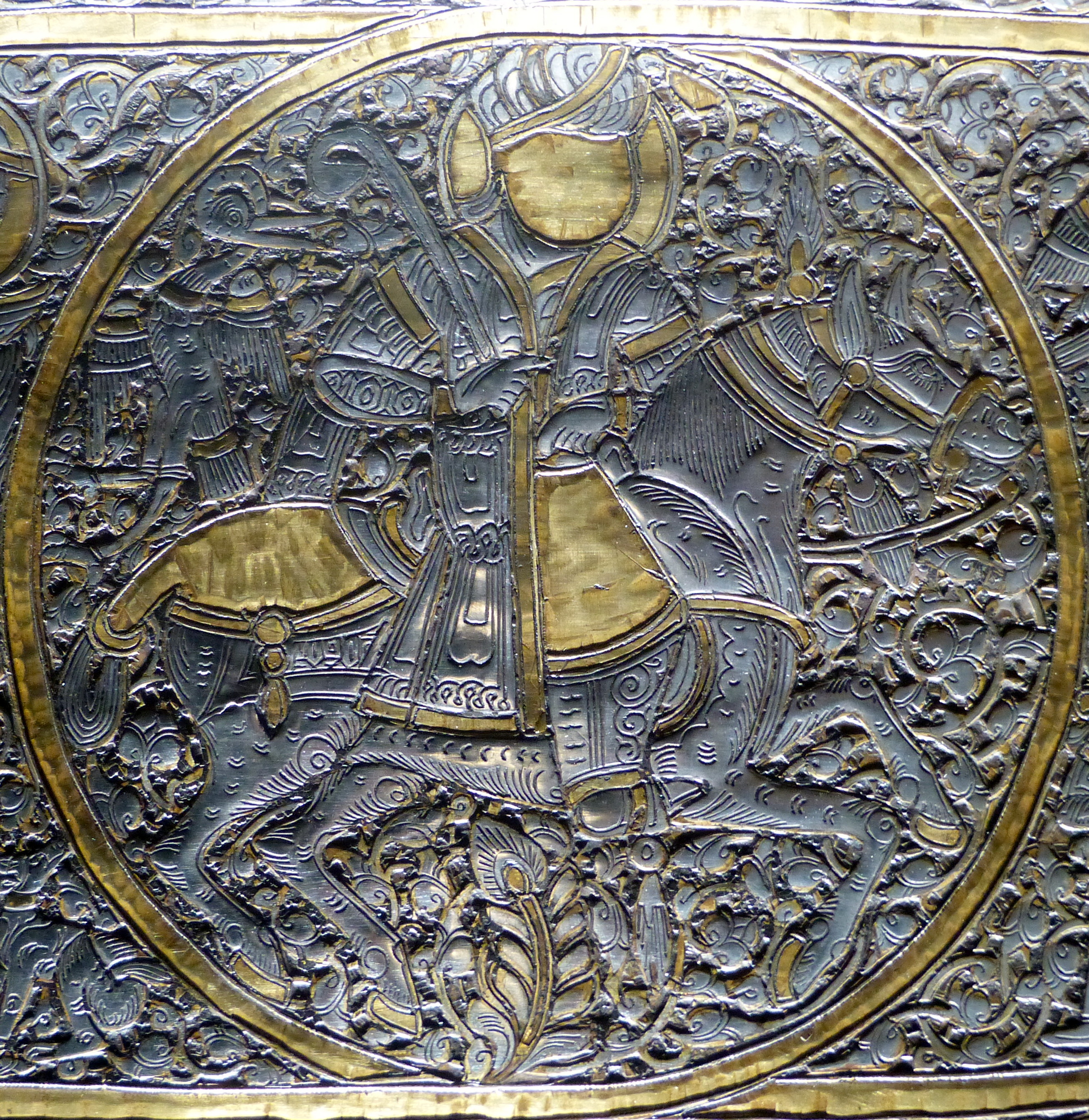
Медальон B

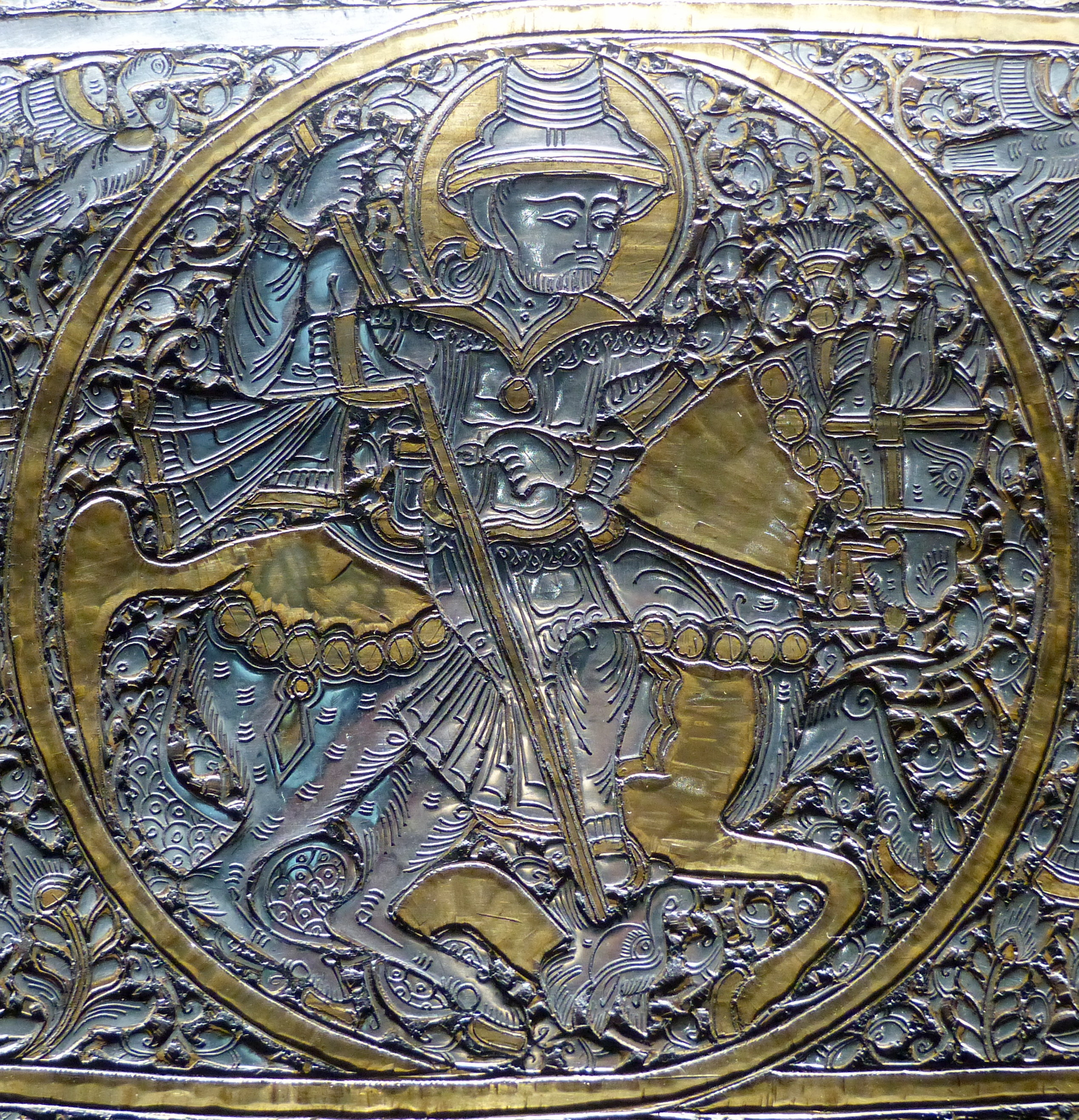
Медальон C
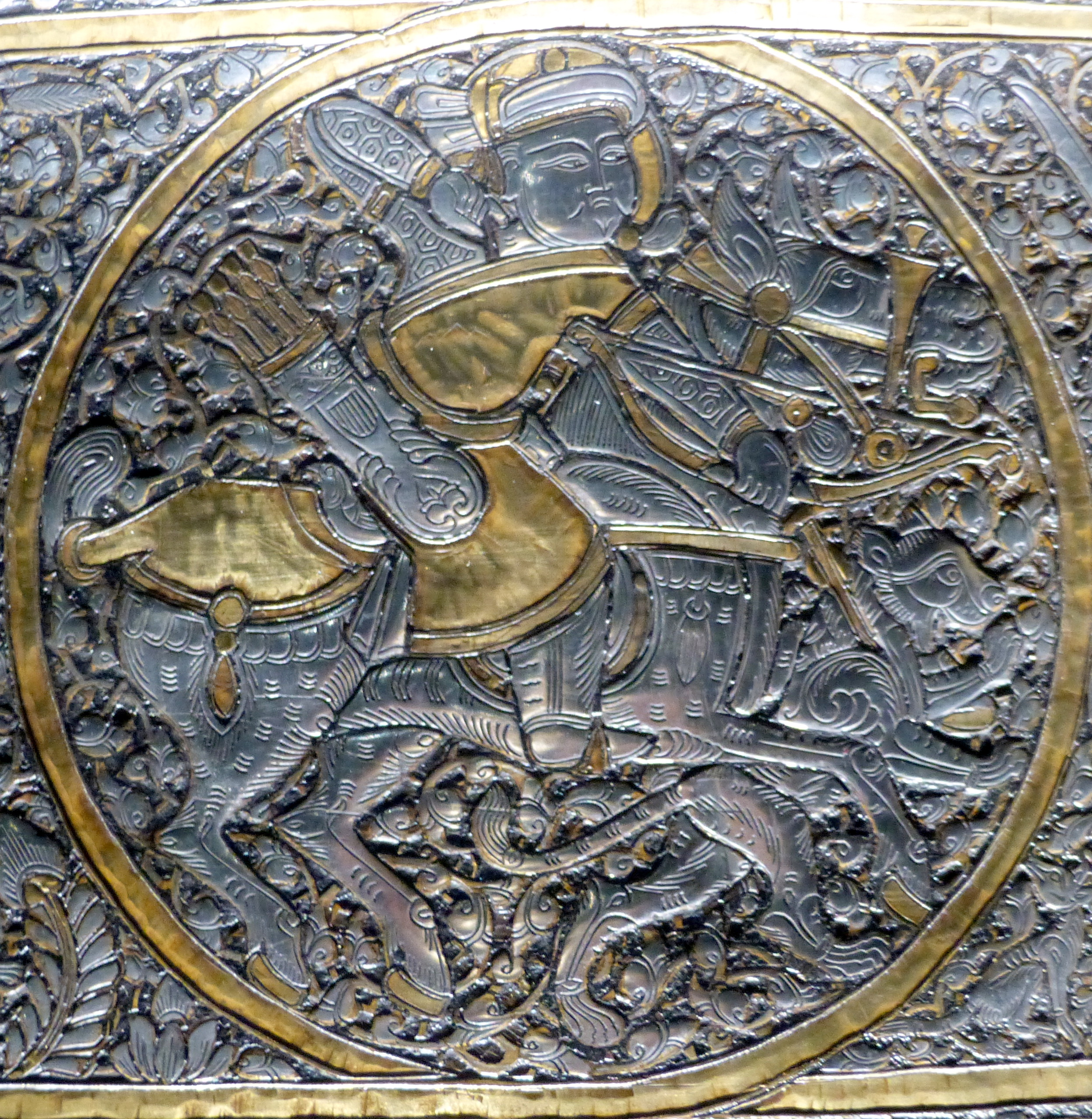
Медальон D

Пешие персонажи также отличаются разнообразием поз, одежды и аксессуаров.
- Полоса E1: пять фигур, каждая носит накидку, привязанную к груди, волосы связаны в пучок, на голове — треугольная шляпа с подбородочным ремнем (за исключением центральной фигуры, которая изображена с непокрытой головой). У всех есть бороды разной длины. У двоих человек руки скрещены за спиной, один из них (крайний слева) прикреплён к колу, основание которого можно увидеть в земле между его ног. Второй слева держит чашку с надписью и бутылку с длинным горлышком. Центральная фигура держит на руках четвероногое животное. Крайний правый персонаж держит чашку с надписью, его шляпа украшена пером.
- Полоса E2: шесть фигур, три повернуты влево, три — вправо, но центральный персонаж смотрит влево. Среди фигур, обращенных вправо, одна явно меньше других, у неё в руках трость, на ней пальто и сапоги, и кажется, что её толкает человек позади неё. Пять высоких фигур — в тюрбанах, волосы свободно ниспадают, уши открыты. У них на поясах мечи, а на ногах ботинки, иногда отмеченные символами: точка, две точки и капля, две точки вокруг вертикальной линии, три вертикальные линии. На их круглых лицах — усы и бородка, иногда сросшиеся брови и крапинки на щеках — скорее всего отсылка к монгольскому канону изображения солдат. Двое несут топоры с полукруглыми клинками, третий — лук, четвертый держит на плечах животное (кулан?).
- Полоса E3: четыре персонажа, одетые так же, как и изображённые на полосе E1 люди: накидка, закрывающаяся на груди, треугольная шапка (конец которой приплюснут, в отличие от Е1), полуботинки. У троих на лице щетина[13], у четвертого — длинная борода. На третей фигуре слева изображён отличный от других головной убор, сделанный из птичьих перьев[14]. Крайняя левая фигура держит руки за спиной, вторая держит поводок гепарда, третья несет сокола на руке в перчатке. Самая правая фигура держит в правой руке журавля, а в левой — поводок собаки. Шляпа этого человека украшена пером, и он, кажется, поднимает голову, высматривая дичь.
- Полоса E4: как и на полосе E2, пятеро персонажей группы E4 носят длинные пальто, ботинки с различными символами (герб с одной полосой, круглый герб с одной полоской, двумя точками с одной стороны, двумя точками и каплей с другой) и мечи. Однако их прически отличаются от причёсок персонажей группы E4: у трёх человек на головах повязки, завязанные на затылке, у четвёртого — что-то вроде тюрбана, ещё у одного — шляпа, подобная шляпам из полосы E3. У всех персонажей волосы собраны, все идут налево. Персонаж справа несёт в левой руке полотно, украшенное цветами с пятью лепестками, правой рукой он придерживает большую сумку, висящую у него на спине. На лице у него усы и бородку, на щеке отмечена точка, на голове — шляпа с тремя перьями. Перед ним мужчина с длинной бородой поворачивает голову, в руках он держит дубинку. Перед ним другой персонаж, у которого борода короче, он несет лук и стрелы. Слева изображены две фигуры с бородкой, усами и сросшимися бровями, они расположены друг рядом с другом; один из них держит меч с неразборчивой надписью, он кладет руку на спину другого, стоящего на коленях и как бы упирающегося локтем в землю. Стоящий на коленях персонаж изображён босым. Черты лиц на полосе E4 тоньше, чем на полосе E2.

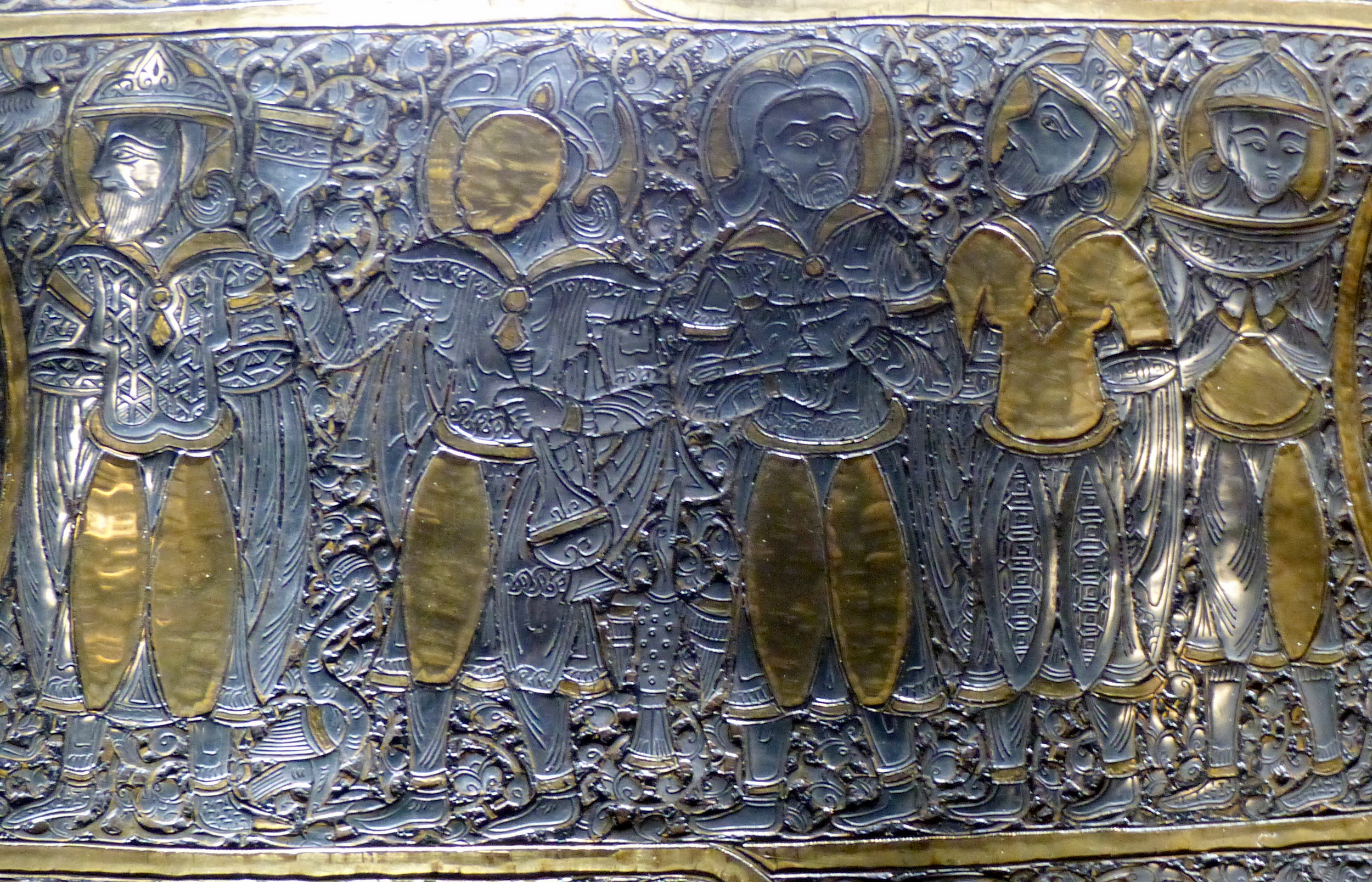
Полоса E1
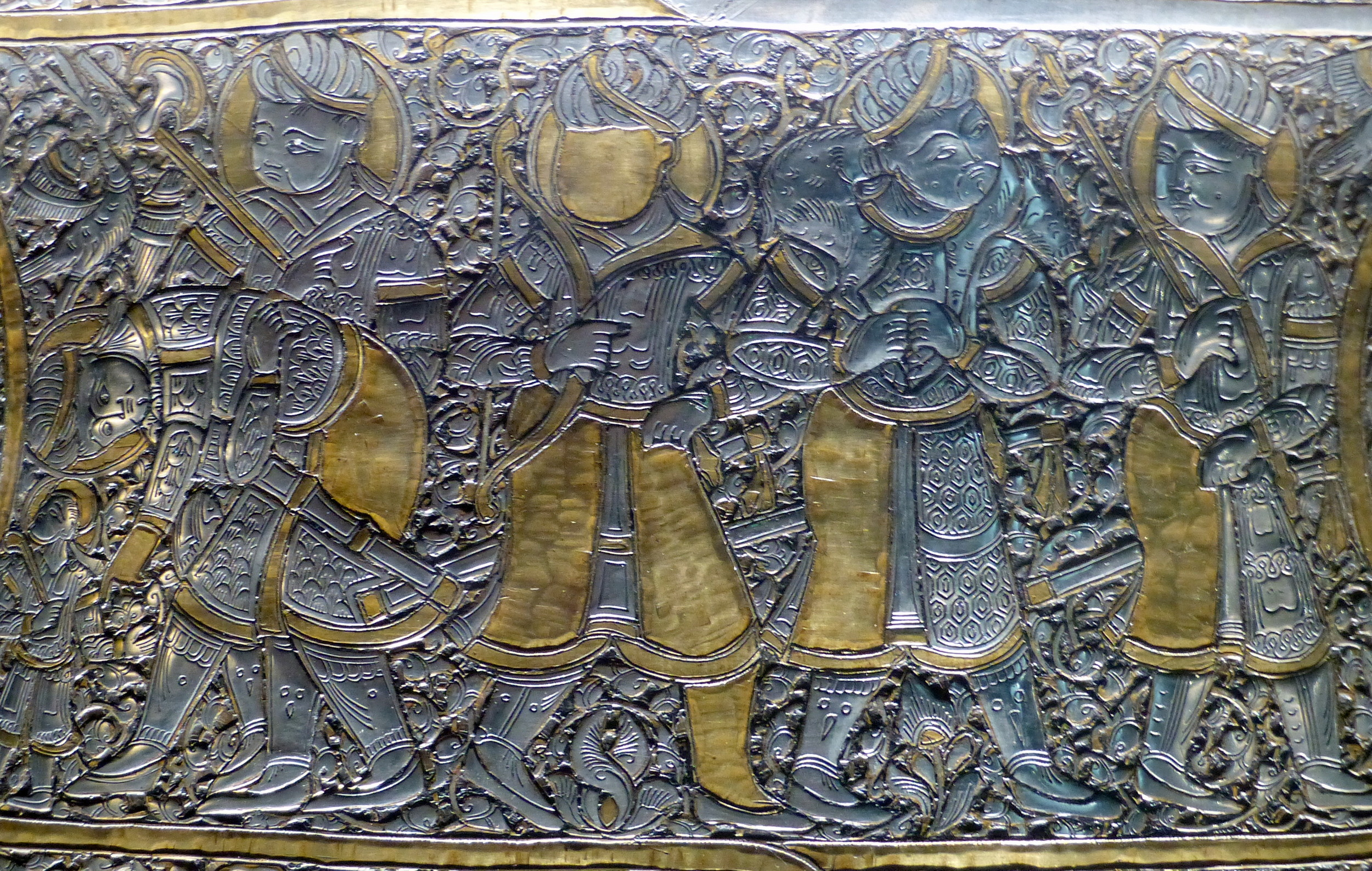
Полоса E2

- Полоса E3
- Полоса E4

### Внутренний фриз

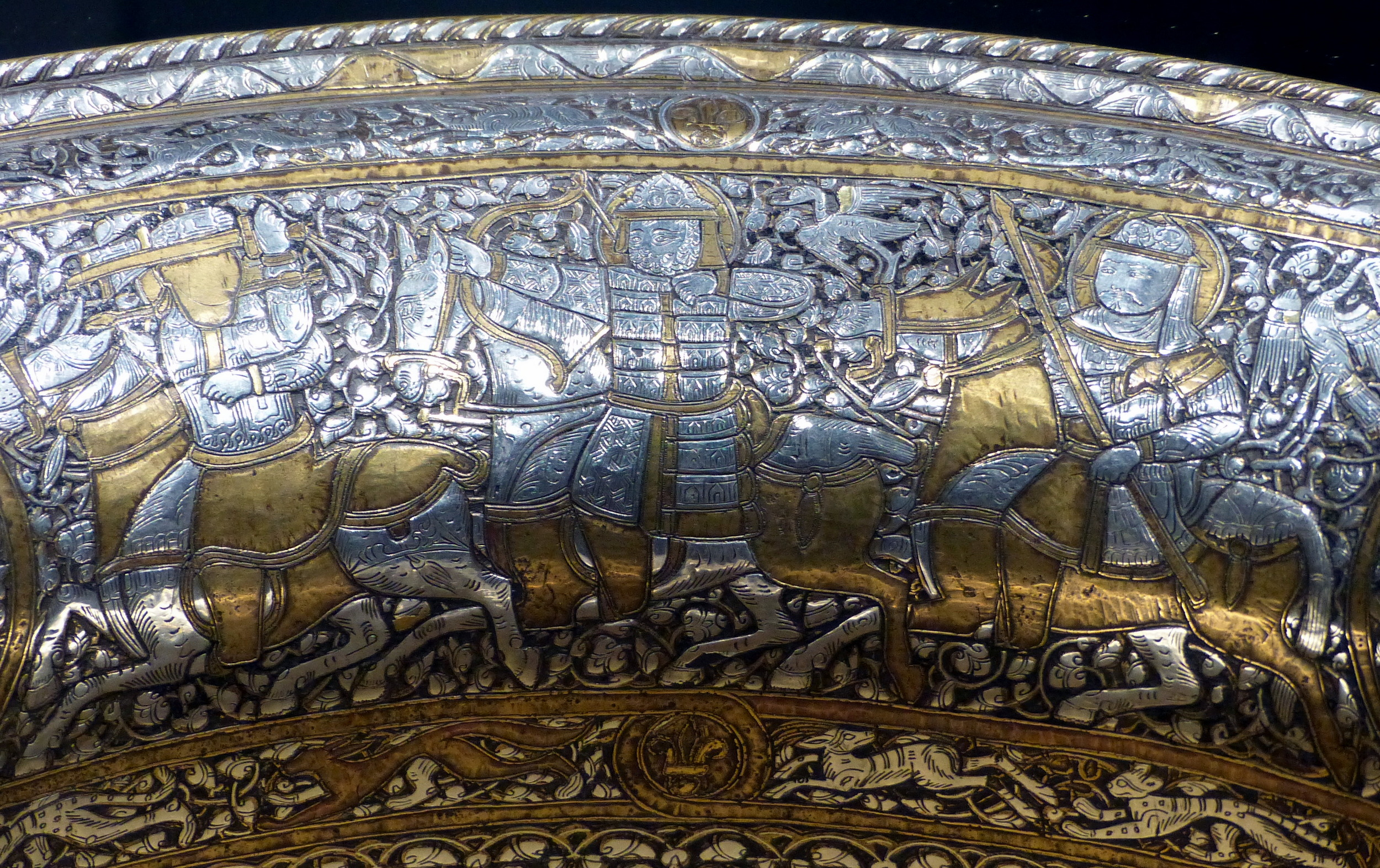
Полоса I3
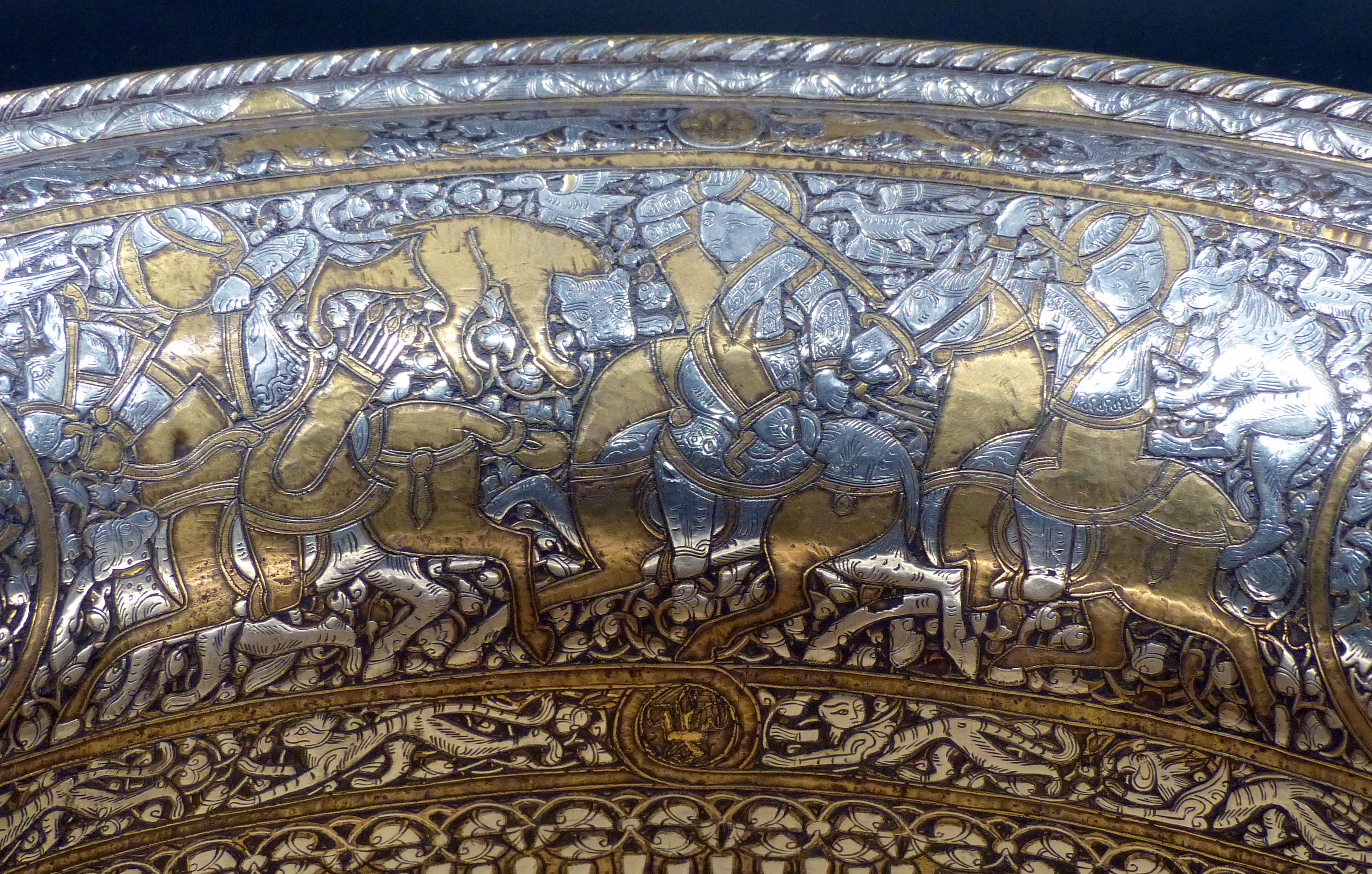
Полоса I4

Медальоны внутреннего фриза рассматриваются попарно, вместе с находящимися напротив них.
В центре медальонов I и III находится щит, который оставался пустым до 1821 года, когда на него нанесли герб Франции. Медальоны окружены растительными мотивами, можно различить пять цветов с пятью лепестками, инкрустированными золотом.
Медальоны II и IV изображают похожие сцены: фигура с треугольной короной на голове и чашу с надписью в руках, сидит по-восточному на троне, поддерживаемым двумя львами. По обе стороны от трона стоят мужчины, левый держит принадлежности для письма, правый — меч. Эти фигуры одеты в длинные плащи и, вероятно, были изображены с повязками на головах (не сохранились). На их ботинках видны символы: две точки и капля. Один человек (Медальон II, слева) с усами, бородкой и точками на лице; остальные безбородые. Лицо одного из государей (медальон II) не сохранилось; у другого (медальон IV) лицо с усами, бородкой и сросшейся бровью.

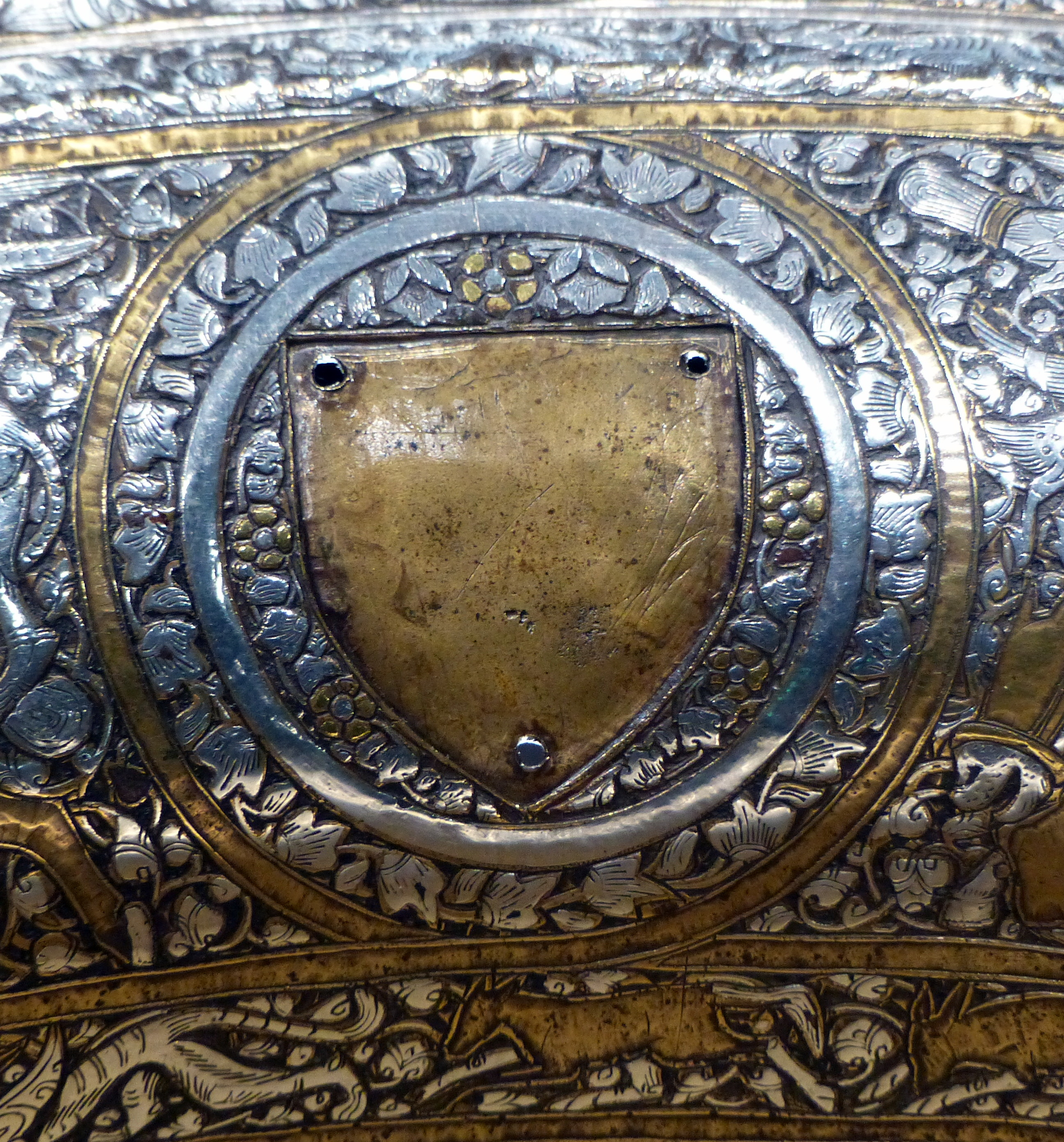
Медальон I
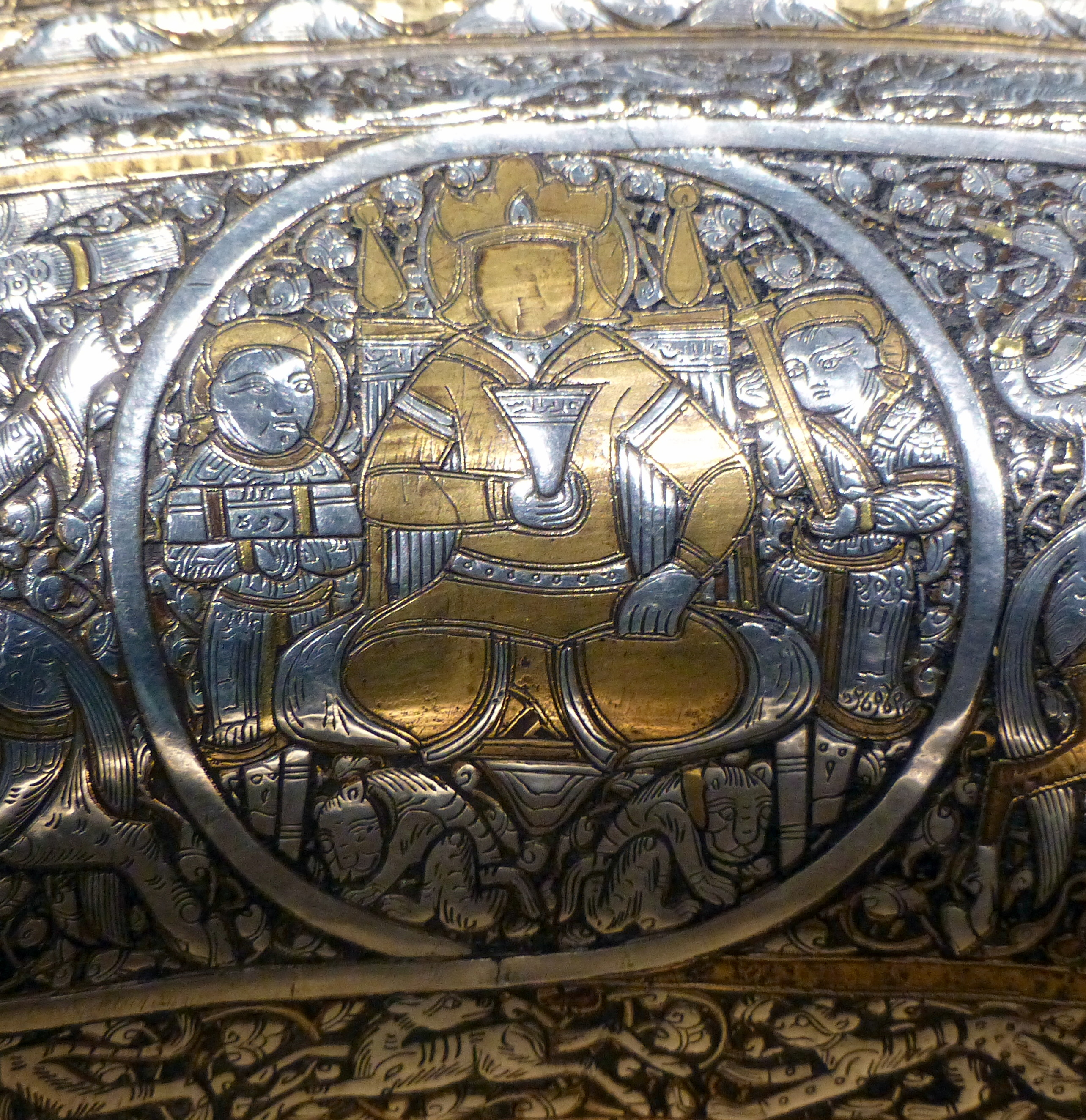
Медальон II

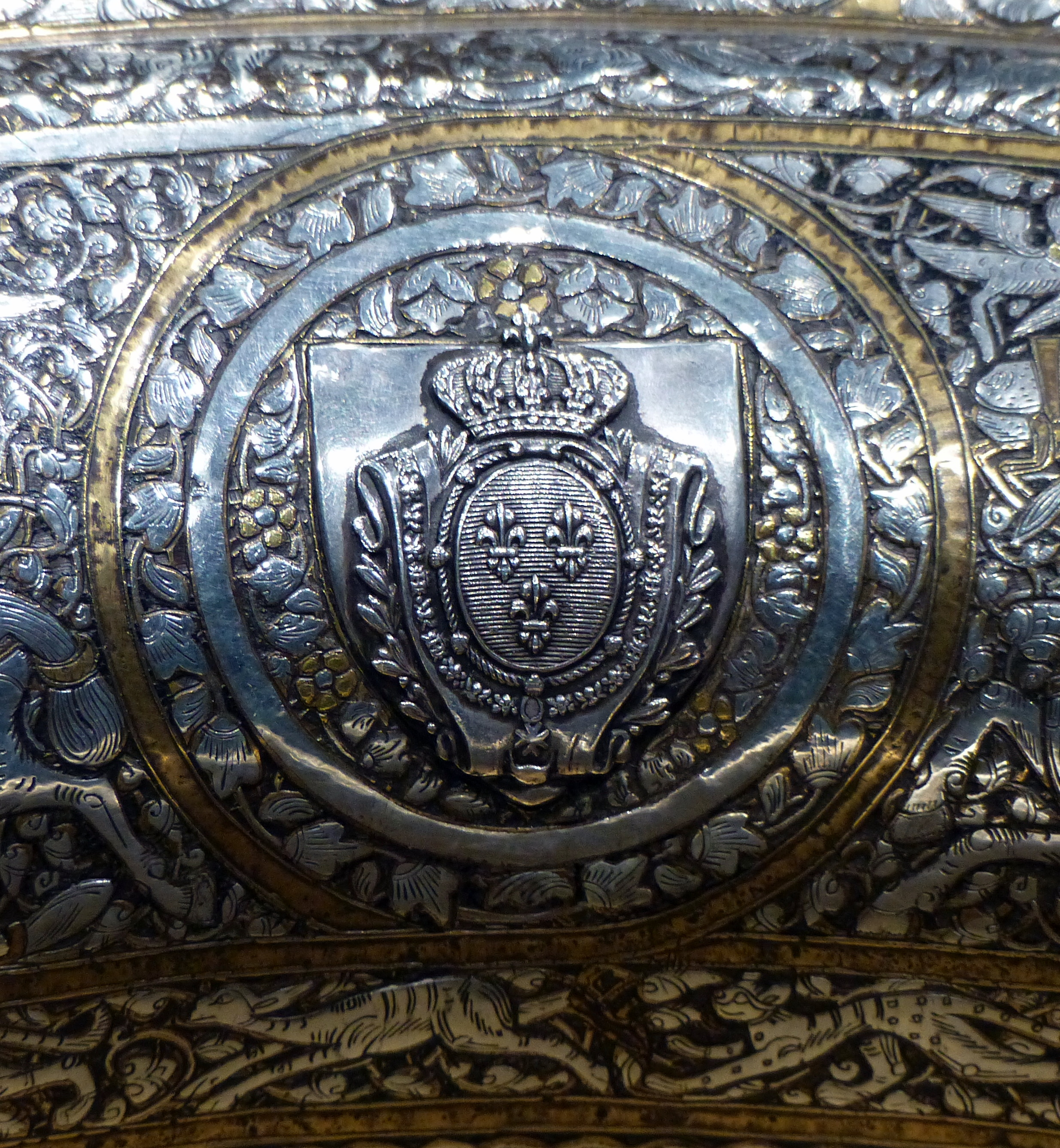
Медальон III
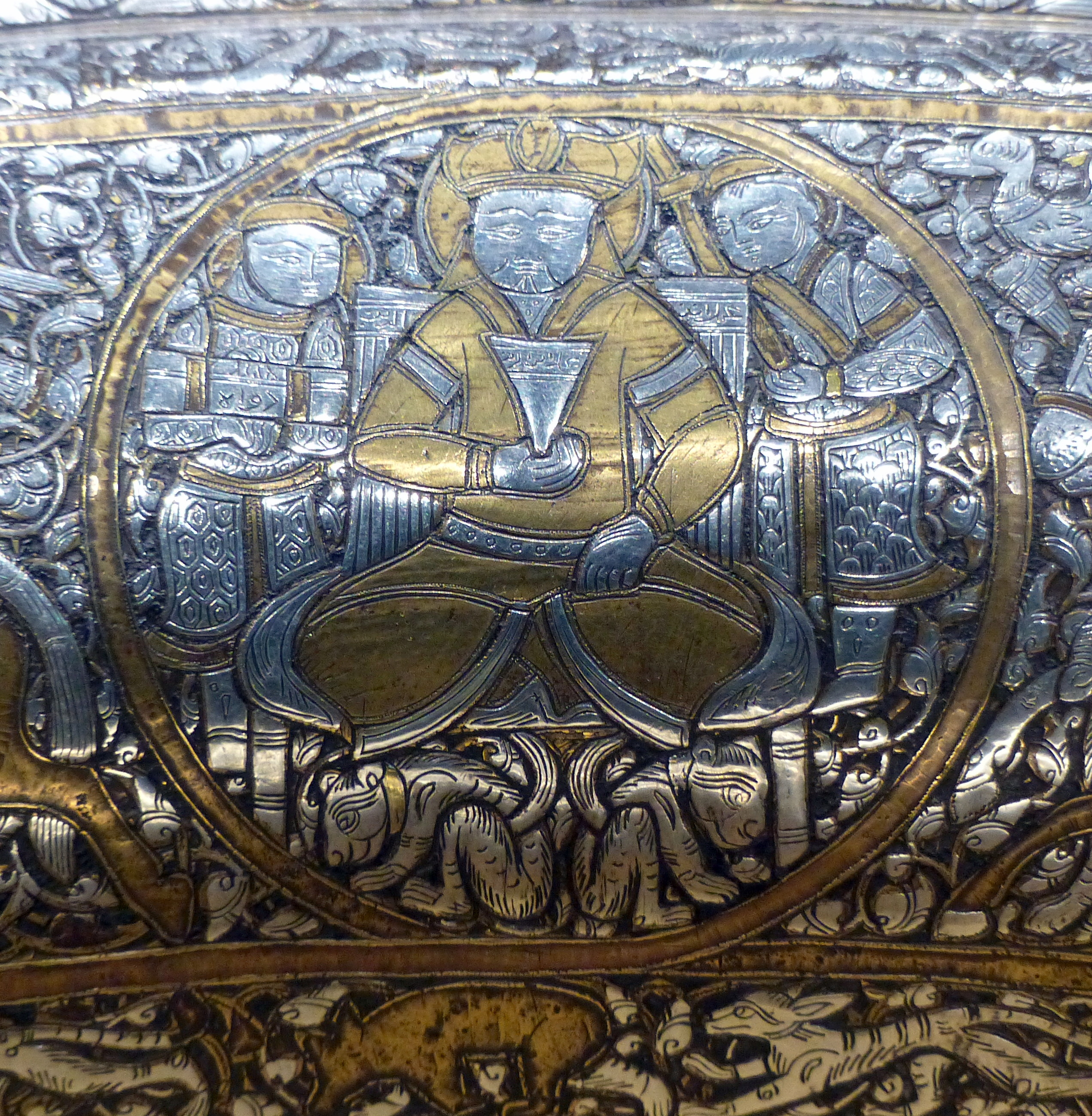
Медальон IV

Между медальонами размещаются четыре сцены, на каждой из них изображено по три всадника. Две сцены охоты (I1, I4) и две сцены войны (I2, I3). Во всех случаях упряжь лошадей повторяет упряжь всадников внешних медальонов.
- Полоса I4 показывает охоту на льва тремя всадниками в тюрбане. Охотник слева целится из лука во льва, который бросился на грудь его лошади. Охотник в центре, атакует мечом хищника, выпрыгнувшего перед его лошадью. Последний охотник замахнулся своим кривым мечом на повисшего на крупе его лошади льва.
- На полосе I1 головы изображённым по бокам охотников покрыты тюрбанами, голова охотника в центре, накрыта повязкой. Охотник слева, чьи сапоги украшены двумя точками и каплей, убивает копьем льва, а над ним ястреб нападает на утку. Охотник в центре поражает своим мечом нависающего над ним медведя. Последний охотник, чье седло украшает птица, держит сокола на руке в перчатке.
- На полосе I2 изображены три воина, двое слева в тюрбане, охотник справа — в шляпе. Центральный персонаж, на ботинках которого изображена вертикальная линия и две точки, подвергся нападению со стороны двух других. Он выпускает стрелу в персонажа слева, который атакует его копьем. Персонаж справа поражает мечом центрального персонажа, на его сапогах две точки и капля, в свободной от меча руке он держит посох[16]. На земле валяются отрубленные конечности (рука, кисть, голова в шляпе с помпоном) свидетельствующие о жестокости битвы.
- В центре полосы I3 изображён персонаж, защищённый бронёй из металлических полосок, его голова защищена шлемом с прорезью для глаз, поверх которого надета шляпа. Он выпускает стрелу в персонажа, бросающегося на него с поднятым мечом — этот персонаж одет в простое пальто, на его голове повязка. Сзади третий всадник наблюдает за битвой: на его голове шляпа, в левой руке он держит копье, а правую руку прижимает к груди.

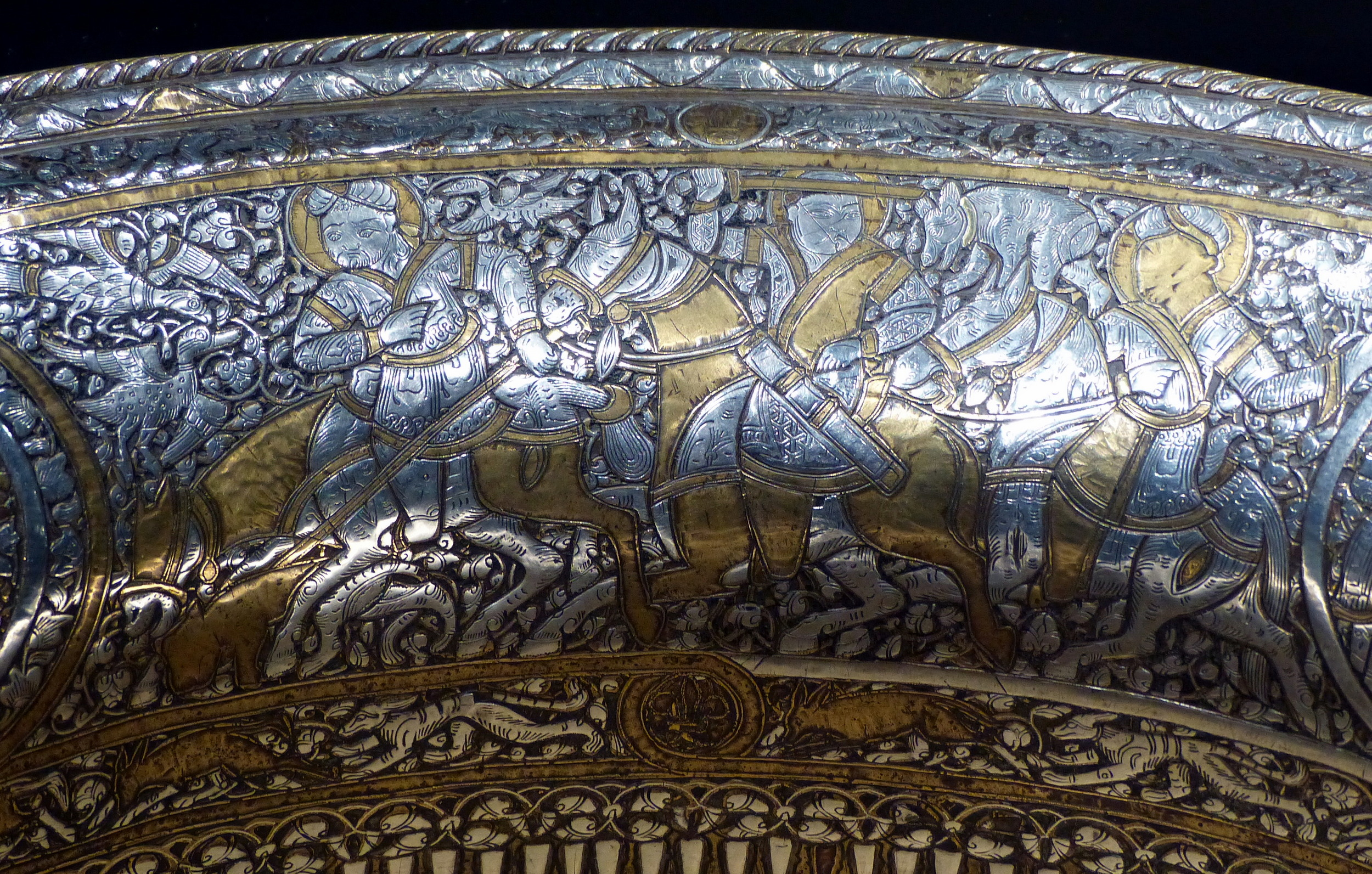
Полоса I1
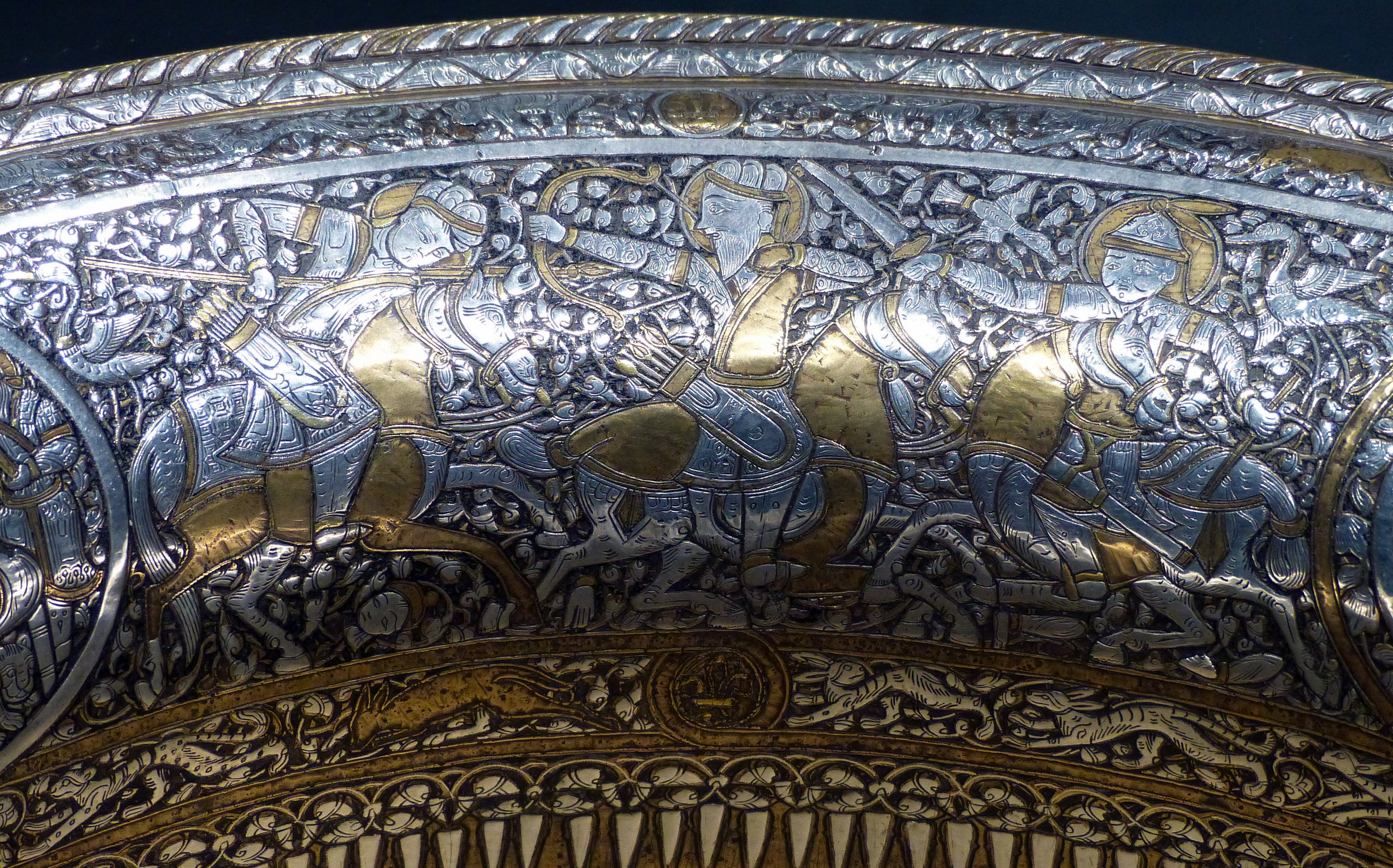
Полоса I2

- Полоса I3
- Полоса I4

### Надписи
На чаше имеется несколько надписей. Самая большая, инкрустированная серебром, находится под изгибом чаши. Остальные надписи скрыты в декоре, выгравированном на различных предметах. Все надписи выполнены арабской скорописью.

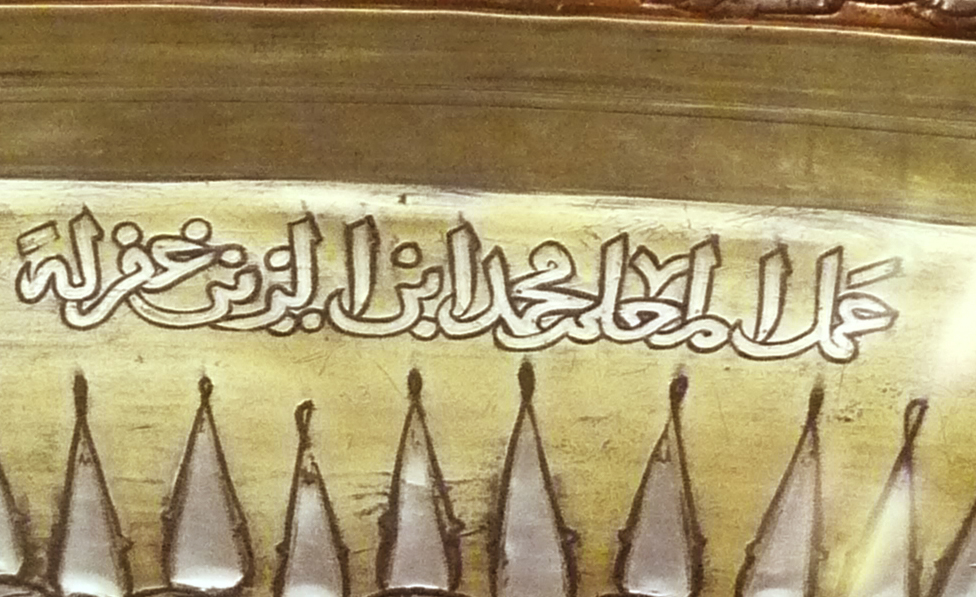
Основная подпись Мухаммада ибн аз-Зейна.

| Расположение | Чтение на арабском               | Транскрипция                                        | Перевод                                                      | Ссылка на изображение |
| --- | -------------------------------- | --------------------------------------------------- | ------------------------------------------------------------ | --------------------- |
| Серебряными буквами под изгибом, над медальоном А | عمل المعلم محمد ابن الزىن غفر له | 'Амаль аль-муаллим Мухаммад ибн аз-заин гуфира лаху | Работа мастера Мухаммада ибн аз-Зайна, да будет ему прощение | Картина               |
| Выгравированы на тронах и кубках во внутренних медальонах II и IV (2 раза по 2 надписи) Выгравировано на кубке, который носит персонаж с бутылкой на полосе E1. | عمل ابن الزىن                    | Амаль ибн аз-Заин                                   | Работа Ибн аз-Зайна                                          | Изображение E1        |
| На блюде, который держит персонаж с полосы E1 | انا مخفيى لحمل الطعام            | Ана махфийя ли-хамл аль-таам                        | Я блюдо, чтобы нести еду                                     | Картина               |
| На доске для письма в руках у левого персонажа медальона IV. | دواه                             | Давах                                               | Доска для письма                                             | -                     |
| На футляре для письма, который в руках у левого персонажа медальона II                                                                                          | دوه                              | Давх                                                | Доска для письма (написано с ошибкой)                        | -                     |

### Гербы
На Купели Святого Людовика изображено шестнадцать круглых медальонов с гербами. В какой-то момент (дата и обстоятельства неизвестны) эти гербы заменили на геральдическую лилию — возможно, французские гербы, но Д. С. Райс высказал гипотезу, что это геральдическая лилия восточного типа, украшавшей гербы как династии Айюбидов, так и дома Калауна. Райс также идентифицировал две гербовые фигуры: льва, стоящего на лапах и смотрящего вправо (присутствует на половине внешних гербов), и круга, увенчанного жезлом, на котором справа свисают два прямоугольника, а вверху слева — наклонная линия. Райс ссылается на тамгу, то есть родовой знак, с древних времен используемый тюрко-монгольскими народами. При этом изображённая фигура не имеет эквивалентов, то есть ее владелец не может быть идентифицирован.

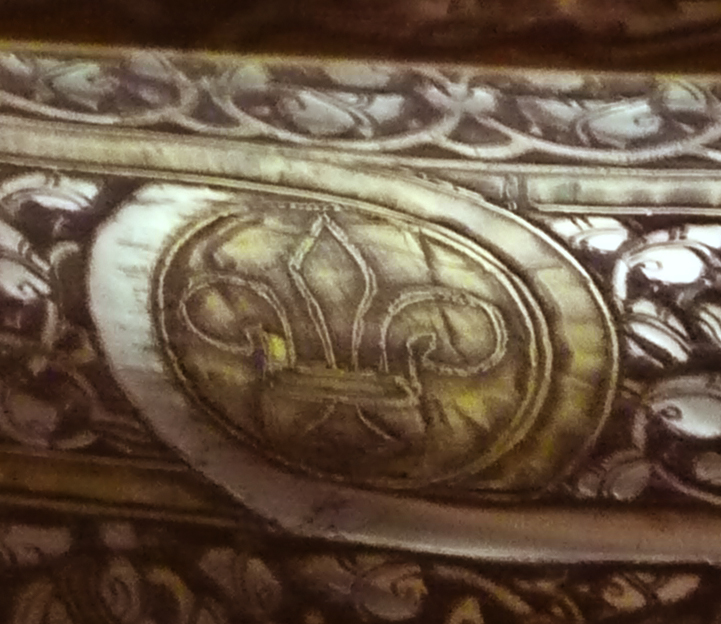
Герб с лилиями
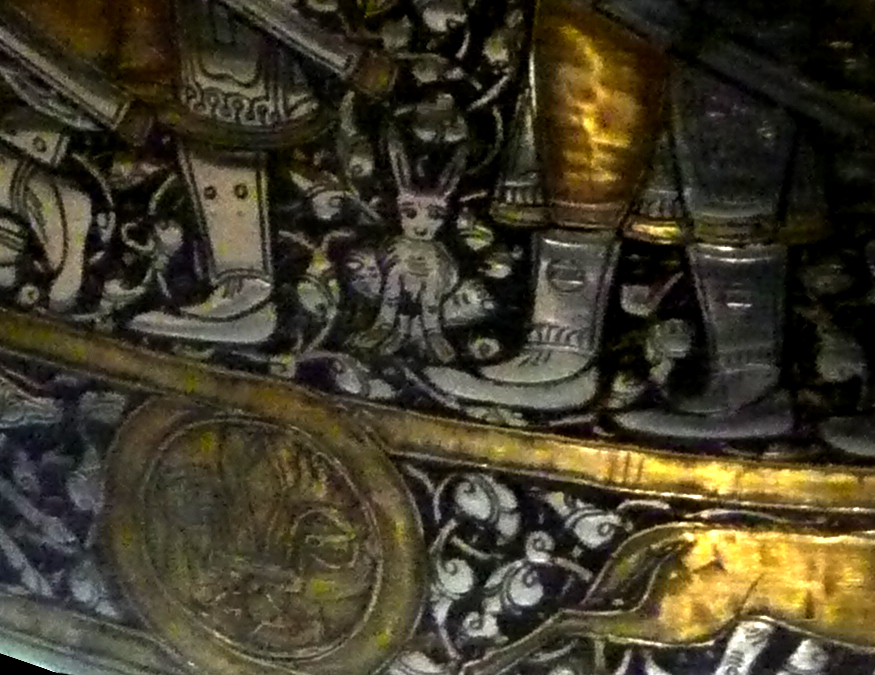
Гербы на сапогах сановников и геральдические лилии на льве.

### Фауна и флора

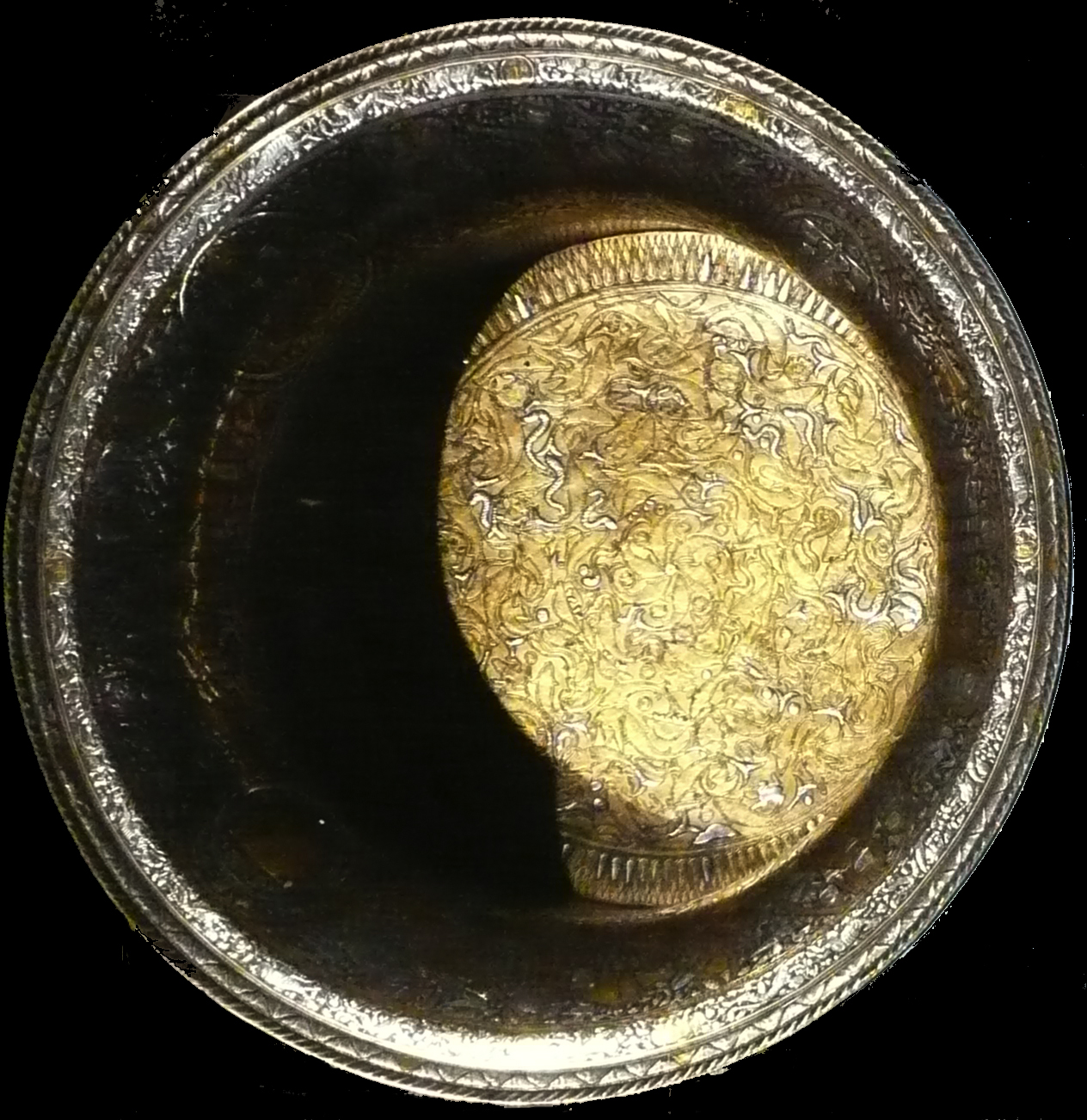
Круг рыбы на дне Купели Святого Людовика.

В Купели Святого Людовика очень широко представлены животные мотивы. Они принимают разные формы :
- фризы животных, изображённых друг за другом;
- животные элементы, присутствующие в повествовательных сценах (участвующие в них или нет);
- сложная композиция на дне бассейна с кругом из рыб, украшенным другими водными животными.

Помимо рыб, большинство животных принадлежат к миру охоты: добыча (газели, горные козлы, зайцы, кабаны, львы, медведи, лисы, волки, гепарды, утки, кулики) или помощники охотников (домашние гепарды, собаки, ястребы). Встречаются также домашний скот (верблюды, слоны, лошади) и фантастические существа (грифоны, сфинксы, единороги, драконы).

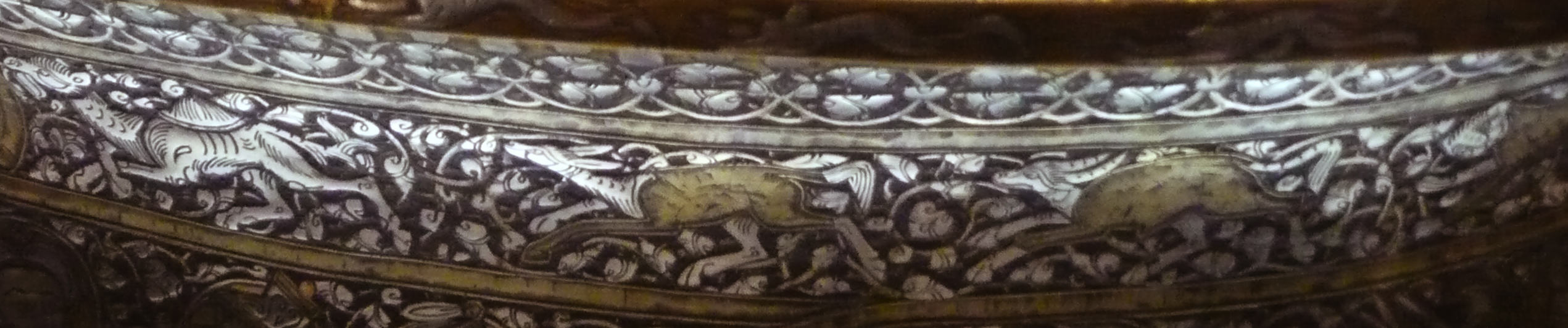
Деталь внешнего верхнего фриза с животными